# Heteropoda panaretiformis
Heteropoda panaretiformis är en spindelart som beskrevs av Embrik Strand 1906. Heteropoda panaretiformis ingår i släktet Heteropoda och familjen jättekrabbspindlar. Inga underarter finns listade i Catalogue of Life.